# أليكس دي خيسوس
أليكس دي خيسوس (بالإنجليزية: Alex de Jesús) مواليد 02 فبراير 1983 في سان خوان - الوفاة 3 أبريل 2016 في سان خوان، كان ملاكم محترف بورتوريكي صنّف ضمن فئة وزن خفيف الوسط. سبق أن شارك في دورة الألعاب الأولمبية الصيفية سنة 2004. حقق الميدالية الفضية في دورة الألعاب الأمريكية 2003.

## إحصائيات
خاض خلال مسيرته 23 نزالا، فاز في 21 ولم يتعادل وخسر في 2. فاز بالضربة القاضية في 13 نزالا.

## الميداليات
| الميدالية | المسابقة                    |
| --------- | --------------------------- |
| فضية      | دورة الألعاب الأمريكية 2003 |

## روابط خارجية
- أليكس دي خيسوس على موقع بوكس ريك (الإنجليزية) (registration required)
- أليكس دي خيسوس على موقع اللجنة الأولمبية الدولية (الإنجليزية)
- أليكس دي خيسوس على موقع أوليمبيديا (الإنجليزية)